# Darantasia cuneilinea
Darantasia cuneilinea là một loài bướm đêm thuộc phân họ Arctiinae, họ Erebidae.